# Борковец, Павел
Павел Борковец (чеш. Pavel Bořkovec; 10 июня 1894, Прага — 22 июля 1972, там же) — чешский композитор и музыкальный педагог.

## Биография
Обучался в Пражской консерватории по классу композиции Йозефа Сука.
С 1946 по 1967 преподавал композицию в Академии музыкальных искусств в Праге. Воспитал многих известных музыкантов и композиторов, среди которых — Петр Эбен, Ян Клусак, Иржи Пауэр, Владимир Соммер, Рудольф Комороус и др.

## Творчество
Павел Борковец — автор целого ряда музыкальных произведений, в том числе двух опер, балета, двух концертов для фортепиано с оркестром, Кончерто гроссо, пяти струнных квартетов.

## Избранные сочинения
- Krysař, балет-пантомима а 2-х актах (1939)
- Paleček, опера (1959)
- Satyr, опера по произведению Гёте (1942)

## Музыка для оркестра
- Концерт для виолончели с оркестром (1952)
- Концерт No.1 для фортепиано с оркестром (1931)
- Концерт No.2 для фортепиано с оркестром (1949—1950)
- Концерт для скрипки с оркестром
- Кончерто гроссо (1942)
- Partita per grande orchestra (1936)
- Sinfonietta in uno movimento (1967—1968)
- Симфония No.1, Op.6
- Симфония No.2 (1955)
- Симфония No.3 (1959)

## Камерная музыка
- Dva tance, Tango a Menuet
- Intermezzo для виолончели и фортепиано (1965)
- Соната для скрипки, Op.12 (1933)
- Соната No.1 для скрипки и фортепиано (1934)
- Соната No.2 для скрипки и фортепиано (1956) и др.